# Signe d'Oppenheim
Le signe d'Oppenheim est un réflexe cutané consistant en la dorsiflexion du gros orteil. Il est recherché  par la friction du bord antéro-interne du tibia vers le bas. Sa positivité démontre une atteinte de la voie pyramidale.
Il a été nommé d’après le neurologue Hermann Oppenheim,.